# Matt Elliott
Matt Elliott es un músico británico nacido en Bristol (Inglaterra).

## Biografía
Comenzó su carrera musical bajo el nombre de The Third Eye Foundation y, desde 2001, coincidiendo con un cambio en su estilo, ha usado su propio nombre. Fue también miembro de los grupos Movietone y Amp, aparte de colaboraciones tempranas en algunas grabaciones de Flying Saucer Attack.
Su primer álbum Semtex (publicado como The Third Eye Foundation) fue una mezcla de drum and bass con ritmos de samples y un sonido de guitarras procesadas electrónicamente con un estilo muy parejo al de My Bloody Valentine. Editado por el propio sello de Matt Elliott, este disco fue considerado parte del trip hop contemporáneo de Bristol, en una escena dominada por grupos como Portishead y Massive Attack, a pesar de reconocer tener más afinidad con grupos de post-rock y experimentales con los que colaboró en contadas ocasiones. En su segundo álbum, titulado Ghost , usa más los samplers y de una forma más agresiva aún, incluyendo una pista con un sample de Metal Machine Music de Lou Reed. Sus siguientes álbumes se fueron alejando del  estilo áspero de Ghost siendo reemplazado por un corte más moderno y minimalista, sin dejar de usar los samples y consiguiendo el sonido misterioso y sombrío que siempre le ha caracterizado. Éxito tuvieron sus dos siguientes álbumes You Guys Kill Me (1998) y Little Lost Soul (2000), terminando con el nombre de The Third Eye Foundation en 2001 con el último álbum I Poo Poo on Your Juju.
Dos años más tarde, en 2003 nacería el primer álbum en el que Matt Elliott usaría su propio nombre, sería con The Mess We Made (2002). La razón, en propias palabras de Elliott, es el cambio radical en su música, apostando por un corte aún más minimalista y sin uso de la tecnología ni la programación musical y con un mayor número de instrumentos no electrónicos. Según expresó en una entrevista en el año 2003, consideraba aburrido volver a programar la clase de beats que realizaba en The Third Eye Foundation y consideraba que ya había bastantes grupos que hacían cosas con beats mejor que las que él realizaba.
En 2005 asentaría el estilo que comenzó con The Mess We Made, en un nuevo álbum titulado Drinking Songs, primero de una trilogía que continuaría con Failing Songs, en el que usa un mayor número de instrumentos acústicos y un mayor uso de voces en canciones con un contenido político y social notorio. El último disco de la citada trilogía fue Howling Songs, publicado por Ici d'Ailleurs y Acuarela en 2008. Este álbum, en el que volvió a contar con la ayuda de la violinista Patricia Argüelles (más conocida como Patricia Moon es el primero que grabó en una estudio, y bajo la supervisión del ingeniero de sonido Nicholas Dick.
Elliott también ha producido dos álbumes de la banda Hood con quienes ha salido de gira en contadas ocasiones, además de ser productor de algunos de sus sencillos. También es reseñable su colaboración con el músico Manyfingers, tanto en directo como trabajos de estudio, con el que comparte una gran afinidad musical.

## Discografía

### The Third Eye Foundation

#### Álbumes
- Semtex (1996, Linda's Strange Vacation).
- In Version (1996, Linda's Strange Vacation). Remixes de Flying Saucer Attack, Amp, Crescent, Hood.
- Ghost (1997).
- You Guys Kill Me (1998).
- Little Lost Soul (2000).
- I Poo Poo on Your JuJu (2001). Remixes de Yann Tiersen, Tarwater, Urchin, The Remote Viewer, Chris Morris, Blonde Redhead, Faultline y Glanta.
- The Mess We Made (2003, Merge).
- OuMuPo (2004, 0101 music).
- Drinking Songs (2005, Ici, d'ailleurs.../Acuarela Records).
- Failing Songs (2006, Ici d'ailleurs/Acuarela Records).
- Collected Works (2006, Domino).
- Howling Songs (2008, Ici d'ailleurs...).
- Failed Songs (2009, Ici d'ailleurs...).
- The Dark (2010, Ici d'ailleurs...).
- The Broken Man (2012, Ici d'ailleurs...).
- Only Myocardial Infarction Can Break Your Heart (2013, Ici d'ailleurs...).
- The Calm Before (2016, Ici d'ailleurs...).

#### Sencillos
- Universal Cooler (1996, Planet Records).
- Semtex (1997).
- Sound of Violence (1997).
- Stars Are Down (1997).
- There's No End in Sight (1998, Fat Cat Records).
- Fear of a Wack Planet (1998).
- In Bristol with a Pistol (1999).
- What Is It With You? (2000).

#### Colaboraciones
- OuMuPo (2004, 0101 music).

### Matt Elliott

#### Álbumes
- The Mess We Made (2003).
- Drinking Songs (2005, Ici d'Ailleurs-Acuarela Records).
- Failing Songs (2006, Ici d'Ailleurs-Acuarela Records).
- Howling Songs (2008, Ici d'Ailleurs-Acuarela Records).
- The Broken Man (2012, Ici d'Ailleurs).
- The Calm Before

(2015, Ici d'ailleurs).
- Farewell To All We Know

(2020, Ici d'ailleurs).

#### Sencillos
- Borderline Schizophrenic (2003)